# Museo de arte y arqueología de la Universidad de Madagascar
El Museo de arte y arqueología de la Universidad de Madagascar (en francés: Musée d'Art et d'Archéologie à l'Université de Madagascar) es un museo en Antananarivo, Madagascar. Es gestionado por la Universidad de Madagascar y se estableció el 27 de enero de 1970.
El museo tiene como objetivo contribuir a la enseñanza del arte de Madagascar, la arqueología y las civilizaciones antiguas y tiendas de objetos etnográficos de todas partes de la isla. El repositorio contiene alrededor de 7.000 objetos y todas las regiones y tribus están representadas en la colección.